# Maliattha plumbitincta
Maliattha plumbitincta là một loài bướm đêm trong họ Noctuidae.